# مركز عين الحواس
مركز عين الحواس هو أحد مراكز محافظة القريات في منطقة الجوف في المملكة العربية السعودية.

## التقسيم الإداري
ينقسم المركز إلى ثلاث قرى هي:
- قرية عين الحواس.
- قرية منوة.
- قرية إثرة.

## التعداد السكاني للمركز
يبلغ مجموع سكان المركز 72 شخص منهم 42 غير سعودي، وذلك وفقاً للتعداد السكاني لسنة 1431 للهجرة.

## قرية عين الحواس
القرية هي مقر المركز الإداري ويبلغ عدد سكانها 48 نسمة منهم 21 شخص غير سعودي وفقاً لتعداد سنة 1431 للهجرة.

### الخدمات

#### الخدمات الصحية
ليس بالقرية أي مستشفى؛ حيث أن أقرب مستشفى يقع في القريات ولكن بها مركز للرعاية به طبيبان.

#### الخدمات التعليمية
في القرية مدرسة واحدة للذكور تخدم المركز وما حوله ويبلغ عدد طلابها 67 طالب يقوم بتدريسهم 8 معلمين.